# Onthophagus ignitus
Onthophagus ignitus là một loài bọ cánh cứng trong họ Bọ hung (Scarabaeidae).